# Province de Musashi
Pour les articles homonymes, voir Musashi.
La province de Musashi (武蔵国, Musashi no kuni) est l'une des provinces du Japon médiéval. Elle était composée de ce qui est aujourd'hui la préfecture de Tokyo, l'essentiel de la préfecture de Saitama et une partie de la préfecture de Kanagawa (essentiellement  Kawasaki et Yokohama).
Musashi était entourée des provinces de Kai, Kōzuke, Sagami, Shimōsa, et Shimotsuke.
Musashi était la plus grande province du Kantō. Son ancienne capitale était dans ce qui est aujourd'hui le Fuchū moderne, et son temple provincial dans ce qui est aujourd'hui Kokubunji. Pendant la période Sengoku, la ville principale était Edo (aujourd'hui Tokyo), qui devint la ville principale de l'est du Japon. Le château d'Edo devint le quartier général de Tokugawa Ieyasu avant la bataille de Sekigahara et Edo devint ainsi la ville dominante du Japon pendant l'ère Edo, avant d'être renommée en « Tokyo » pendant la restauration de Meiji.
Musashi-no-kami était un titre honorifique (et obsolète) dispensé par la cour impériale au grand maître de sabre Miyamoto Musashi (1584-1645), qui le rendait « gouverneur de la province de Musashi ».
La province donna son nom à un cuirassé pendant la Seconde Guerre mondiale, le Musashi.
21 gares ou stations utilisent le nom Musashi dans les préfectures de Tokyo, Kanagawa et Saitama. Sur la ligne Nambu, qui va de la gare de Kawasaki à la gare de Tachikawa, on en trouve quatre : Musashi-Kosugi, Musashi-Nakahara, Musashi-Shinjō et Musashi-Mizonokuchi.
La tour Tokyo Skytree culmine à 634 mètres de haut en hommage à la province. Il s'agit d'un jeu de mots à base de chiffres (goroawase) : « six » peut se prononcer mu en japonais, « trois » sa et « quatre » shi, pour former « Mu-sa-shi ».